# Красный Завод (Брянская область)
Красный Завод — поселок в Суражском районе Брянской области в составе Кулажского сельского поселения.

## География
Находится в северо-западной части Брянской области на расстоянии приблизительно 2 км на юго-восток по прямой от районного центра города Сураж на левобережье реки Ипуть.

## История
Известен с 1930-х годов, работал одноименный колхоз. На карте 1941 года отмечен как поселок Завод с 42 дворами.

## Население
240 человек (1979), 199 человек (2002), 181 человек (2010).